# 三重県道716号玉川小俣線

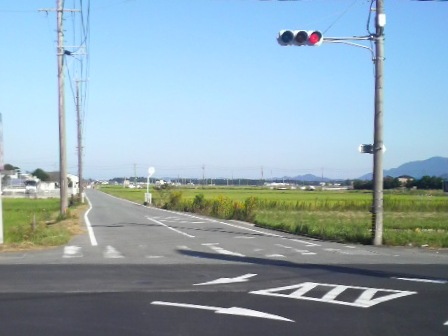
玉川交差点（2008年10月15日撮影）
起点にある交差点、奥に伸びるのが県道716号、手前を左右に走るのが県道530号

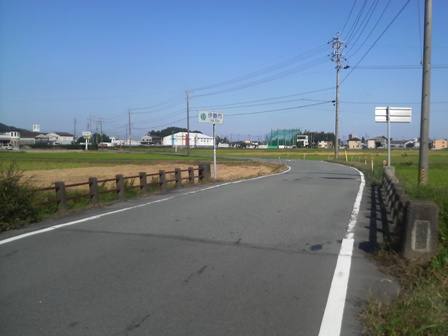
長更橋（2008年10月15日撮影）
度会郡玉城町と伊勢市の境界点、玉城町側から見る

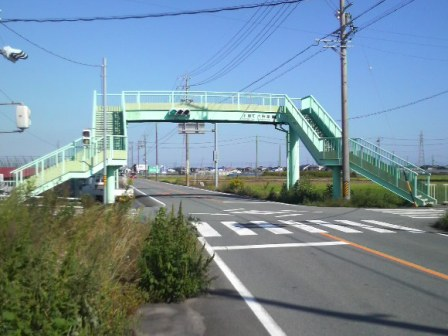
六軒屋横断歩道（2008年10月15日撮影）
伊勢市小俣町相合にある歩道橋、玉城町側から見る

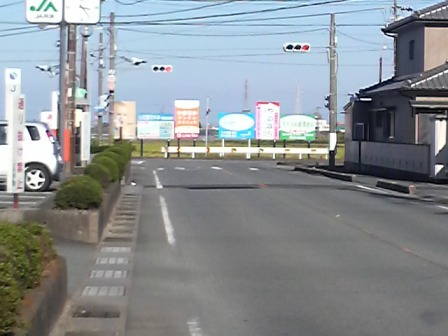
終点（2008年10月15日撮影）
手前から奥に伸びるのが県道716号、奥を左右に走るのが県道428号

三重県道716号玉川小俣線（みえけんどう716ごう たまがわおばたせん）は、三重県度会郡玉城町と伊勢市を結ぶ一般県道である。

## 概要

### 路線データ
- 起点：三重県道530号田丸停車場斎明線 玉川交差点（度会郡玉城町玉川）北緯34度30分10.8秒 東経136度37分21.1秒 / 北緯34.503000度 東経136.622528度
- 終点：三重県道428号伊勢小俣松阪線との交点（伊勢市小俣町相合）北緯34度30分49.4秒 東経136度40分9.3秒 / 北緯34.513722度 東経136.669250度
- 総延長：4.771 km（路線認定調書 平成19年4月1日現在）

## 沿革
- 1959年
  - 1月25日 - 県道日向小俣線（県道番号716）として路線認定される。
  - 5月8日 - 道路の区域が「度会郡玉城町日向字方田から同郡小俣町字稲場（現・伊勢市小俣町本町）まで」に決定する。（総延長4.56km）
  - 5月19日 - 道路の供用を開始する。
- 1972年8月22日 - 小俣町内のルートを変更、道路の終点を県道伊勢小俣松阪線との交点（度会郡小俣町相合、現・伊勢市小俣町相合）に変更する。
- 1999年4月1日 - 道路の始点を度会郡玉城町玉川に変更、路線拡大する。
- 2001年4月1日 - 路線名を玉川小俣線に変更する。

## 路線状況

### 重複区間
- 三重県道37号鳥羽松阪線 湯田2交差点から湯田1交差点まで（伊勢市小俣町湯田）

## 地理

### 通過する自治体
- 三重県
  - 度会郡玉城町 - 伊勢市

### 接続する道路
- 三重県道37号鳥羽松阪線
- 三重県道530号田丸停車場斎明線
- 三重県道428号伊勢小俣松阪線

### 周辺
- JA伊勢 玉城支店有田（有田簡易郵便局でもある）
- 玉城町立有田小学校
- 玉城町立有田保育所
- 有田神社
- 伊勢市農産物直売所 サンファームおばた
- 株式会社マスヤ 本社・工場
- JA伊勢 小俣支店